# Zvizd
Zvizd je naseljeno mjesto u općini Kreševo, Federacija Bosne i Hercegovine, BiH.

## Stanovništvo

### 1991.
Nacionalni sastav stanovništva 1991. godine, bio je sljedeći:
ukupno: 70
- Hrvati - 62
- ostali, neopredijeljeni i nepoznato - 8

### 2013.
Nacionalni sastav stanovništva 2013. godine, bio je sljedeći:
ukupno: 38
- Hrvati - 38